# Paternopoli
Paternopoli är en kommun i provinsen Avellino, i regionen Kampanien. KKommunen hade 2 377 invånare (2017) och gränsar till kommunerna Castelfranci, Castelvetere sul Calore, Fontanarosa, Gesualdo, Luogosano, Montemarano, San Mango sul Calore, Torella dei Lombardi samt Villamaina
Orten, som ligger på 480 meters höjd, skadades svårt vid den irpinska jordbävningen 1980.